# Кабельна система обігріву

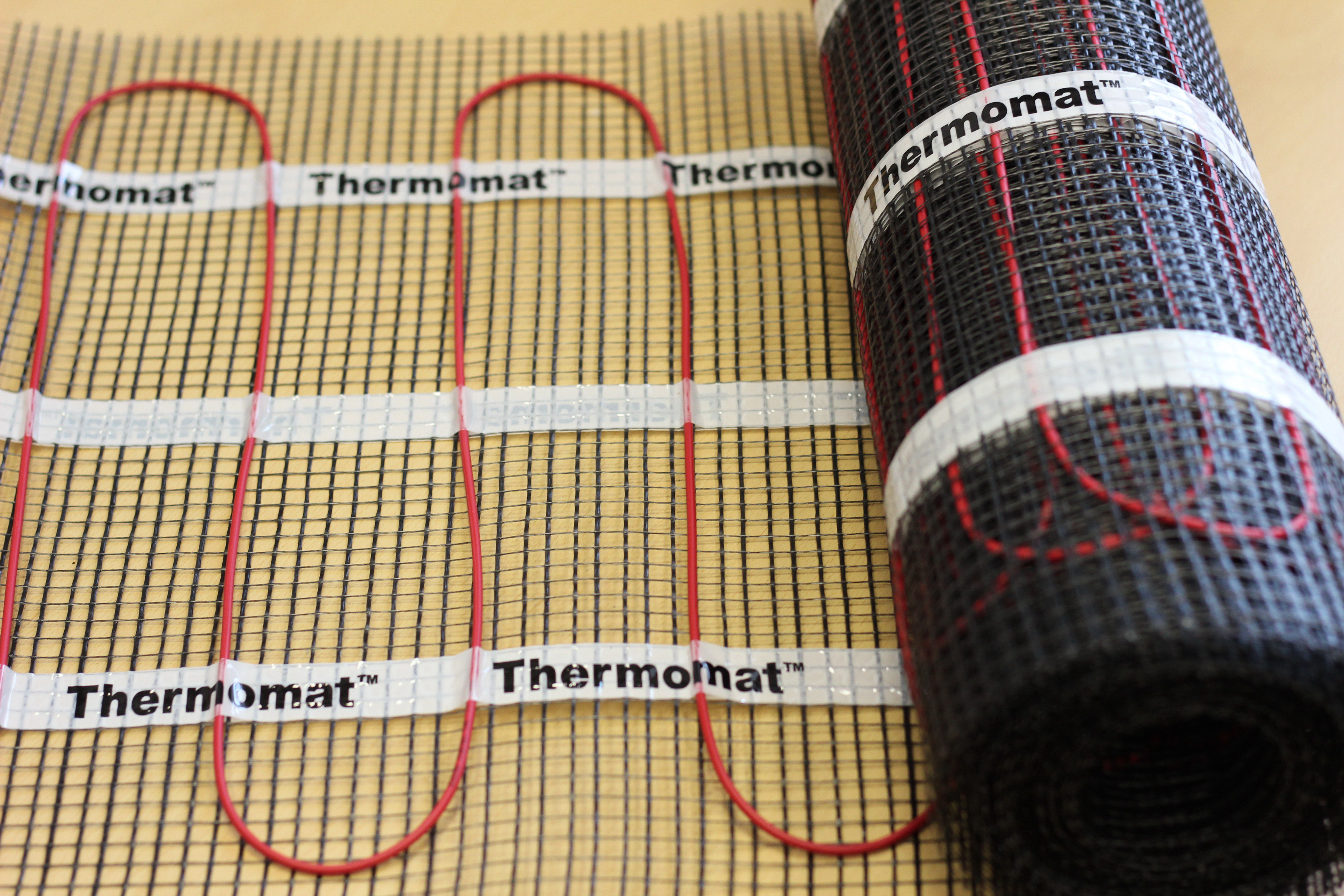
Термомат для теплого дому

Ка́бельна систе́ма обігрі́ву — система, що перетворює електроенергію в тепло за рахунок теплової дії струму в нагрівальних елементах, виконаних у вигляді спеціальних кабелів.

## Будова
Система обігріву складається з одного або декількох відрізків нагрівального кабелю і, як правило, терморегулятора і датчика температури.

#### Кабель
Розрізняють резистивні і саморегульовані кабелі. 
Резистивні кабелі
Резистивний кабель має один або два тонких металевих провідника, які охоплені ізоляцією - одножильний або двожильний кабель. Такий кабель відносно дешевий, але випускається відрізками з наперед вибраною довжиною і опором, тому його неможливо різати на довільну довжину. Одножильний кабель підключається обома кінцями. Для двожильного кабелю підключення виконується з одного кінця, при цьому на другому кінці провідники з'єднуються накоротко і ізолюються (виконується кінцева муфта). У багатьох випадках можливість підключення з одного кінця забезпечує перевагу, оскільки, зазвичай, при цьому потрібна менша довжина кабелів живлення. 
Плюсом є низька вартість, відсутність пускових струмів, постійність потужності за часом. Розвитком цієї ідеї є секційний (зональний) нагрівальний кабель. Уздовж такого кабелю йдуть два провідники низького опори, а між ними з певним кроком підключаються короткі відрізки спіралеподібних нагрівальних провідників. Такий кабель дорожчий і товщий звичайного двопровідного, його можна вільно різати з певним кроком, він підмикається з одного кінця. 
Недоліки — можливість локального перегріву кабелю, поява при монтажі холодних зон на початку і кінці контуру. Перевагами є невисока вартість, відсутність пускових струмів, постійність потужності за часом, технологічніший монтаж в порівнянні з резистивним кабелем, висока надійність нагрівального контуру, оскільки при пошкодженні або локальному перегріві і виходу одній або декілька гріючих зон з ладу у кабелю не працює тільки пошкоджена зона.
Саморегульований кабель
Саморегульований кабель містить два неізольовані провідники, охоплені/замонолічені в спеціальну пластмасу з домішками які проводять електричний струм (домішки - зазвичай, вугільна пил). Залежно від температури пластмаса розширюється/стискається і відповідно опір пластмаси змінюється, що дозволяє кабелю регулювати видачу тепла окремо в кожній точці довжини. Такі кабелі випускають «налаштованими» на певну температуру, наприклад, температуру танення льоду. Для класифікації таких кабелів застосовують два показники: перший показник — потужність на метр кабелю при 10 °C, другий показник — потужність кабелю у льоді або у воді. Саморегульовані кабелі дуже надійні, економічні, при монтажі їх можна нарізувати на необхідні довжини, при неякісному монтажі перехідних і кінцевих муфт і попаданні вологи на тепловидільну матрицю можливий вихід кабелю з ладу.

### Вимоги до кабелів
До кабелів для систем обігріву в більшості випадків пред'являються підвищені вимоги. При використанні для систем обігріву необхідно забезпечити високий рівень електробезпеки. Нагрівальні кабелі для таких застосувань мають електроізоляцію нагрівальних провідників, поверх якої розташовано захисний екран з металевого або мідного дроту або фольги і зовнішню ізоляцію. Захисний екран належить заземлювати. Для використання на відкритому повітрі ізоляція кабелю має бути стійка до дії ультрафіолетового випромінювання Сонця.

#### Апаратура керування
Резистивні кабелі завжди виділяють одну і ту ж кількість теплоти, тому для підтримання необхідної температури їх використовують спільно з терморегуляторами і датчиками температури, які залежно від призначення системи вимірюють температуру повітря, підлоги, ґрунта, трубопроводу тощо.

## Застосування
Кабельні системи обігріву знаходять щонайширше застосування. Їх перевагами є малі габаритні розміри кабелю, використання електроенергії для нагріву, легкість монтажу тощо. Прикладами застосувань є:
- Тепла підлога. Кабель встановлюється під покриттям підлоги, або в нижній шар бетону або в спеціальну теплопроводну конструкцію. Використовується терморегулятор з датчиком температури підлоги (встановлюється в підлозі).Така система підтримує постійну температуру підлоги й значно підвищує комфорт у приміщенні.
- Опалення через підлогу. Кабель встановлюється під покриттям підлоги, або в нижній шар бетону або в спеціальну теплопровідну конструкцію. Використовується терморегулятор з датчиком температури повітря (розташовується, як правило, на стіні приміщення). Така система значно підвищує комфортність приміщення і може використовуватися як самостійна система опалення.
- Підігрів бетону. Затвердіння бетонної маси вимагає підтримки певних температур, що може бути важкодосяжним у холодну пору року. Можливе кріплення нагрівального кабелю до арматури майбутнього залізобетонного виробу. У такому разі використовується відносно дешевий кабель з мінімальною ізоляцією, який потім залишається у виробі.
- Обігрів дзеркал. У приміщеннях з підвищеною вологістю на холоднішу поверхню дзеркал випадає конденсат, що ускладнює користування дзеркалами, наприклад, у ванній кімнаті, автомобілі. Розміщення кабельної системи обігріву за склом дзеркала дозволяє вирішити цю проблему.
- Захист трубопроводів від замерзання. Трубопроводи, яким загрожує промерзання, переважно укладають у теплоізоляцію, яка уповільнює охолоджування труби. У більшості випадків втрати тепла настільки сильні, що необхідно компенсувати їх втрати підігрівом. У такому разі нагрівальний кабель укладається вздовж труби (можливо, навивається на неї), приклеюється алюмінієвою стрічкою, а потім разом з трубою теплоізолюються.
- Підтримка постійної температури технологічних рідин і води в харчовій, хімічній, нафтовій промисловості тощо.
- Розтоплення снігу і льоду. Обмерзання сходів, пандусів, покрівель, водостічних труб тощо можна усунути шляхом розтоплення снігу і льоду і відведення талої води з поверхні, що обігрівається. Для сходів і пандусів кабель вмонтовується під їх покриття, для крівель — від схилу даху до снігозатримання, усередині ринв, для водостічних труб — усередині труб по всієї їх довжини і аж до зливової каналізації (якщо є). Також обігріваються ендови, місця примикання до «теплих» стін. Така система працює в автоматичному режимі із застосуванням метеостанції або з терморегулятором з датчиками температури. Система керування налаштовується на обігрів в умовах, коли є ризик обмерзання (температури близько нуля за Цельсієм — від —12 до +3).

## Переваги
Головною перевагою нагрівальних кабельних систем є відносно малий діаметр кабелів, завдяки чому додавання таких систем мало збільшує габарити конструкцій, на/в які вони встановлюються. Крім того, живлення системи подається також за допомогою відносно тонких кабелів, які легко монтуються. В результаті монтаж кабельної системи більш простий, ніж системи на основі труби з гарячою водою. Втрати енергії в таких системах значно менші, ніж в водяних системах, оскільки кабелі, що підводять, виконуються з низьким опором і втрати на нагрів в них незначні, тоді як гаряча вода помітніше охолоджується при передачі.

## Недоліки
Важливим місцем кабельних систем є електробезпека. При їх монтажі необхідно дотримувати норм та правил стосовно запобіжних заходів і забезпечувати правильне підключення всіх компонентів (включаючи заземлення і захисну автоматику), правильне укладання і захист кабелів від механічних пошкоджень.
Також нагрівальні кабелі у ряді випадків можуть перегріватися і виходити з ладу. Особливо цей недолік властивий резистивним кабелям. Нагрівальні кабелі в ряді випадків можуть при перегріві провокувати пожежу. Тому укладання кабелю повинне забезпечувати йому достатнє охолодження, запобігати перетинання ліній кабелю, щоб навіть у крайніх випадках перегрів був неможливий. Системи на основі справного саморегульованого кабелю позбавлені такого недоліку, оскільки в місці перетину їм не загрожує зональний перегрів: їх нагрівальні елементи знижують потужність, що виділяється, і виключають загрозу перегріву. Проте потрібно розуміти, що саморегульований кабель може мати приховані дефекти, що змінюють властивості його матеріалів, в результаті повністю виключити загрозу перегріву неможливо і тому при укладанні будь-якого кабелю необхідно піклуватися про правильність монтажу. Для порівняння, системи на основі гарячої води позбавлені такого недоліку, оскільки їх трубопроводи не можуть нагріватися вище за температуру води мережі, однак у них значно більші наслідки аварійних ситуацій пов'язані з протіканням води.

## Приклади вибору потужності
- Необхідна потужність для "Теплої підлоги" як правило становить 135 Вт/м², для ванних кімнат - 160 Вт/м², максимально у підлогу встановлюється до 200 Вт/м².
- Необхідна потужність для "Опалення через підлогу" застосовується на рівні не меншому за розрахункові тепловтрати (зазвичай  від 50 до 200 Вт/м²).

Зауваження. У конструкцію підлоги повинна бути встановлена теплоїзоляція товщиною за діючими нормами та правилами. 
- Необхідна потужність для захисту трубопроводів з водою від замерзання становить 10 до 15 Вт/м, за умови застосування теплоїзоляції товщиною не менше діаметра труби.
- Необхідна потужність для систем антиобледеніння на покрівлі, в єндовах тощо в українських умовах становить від 250 до 400 Вт/м².
- Для обігріву водостоків і жолобів необхідна потужність становить  — від 30 до 60 Вт/м, залежно від діаметра.

Приклад. Площа схилу покрівлі, що обігрівається, у двоповерхової будівлі розміром 10×10 м становить приблизно 28 м², довжина жолобів і водостоків — близько 70 м, в цьому випадку встановлена потужність системи антиобледеніння складе приблизно 6,5 кВт.